# Fulguropsis
Fulguropsis là một chi ốc biển, là động vật thân mềm chân bụng sống ở biển trong họ Melongenidae.

## Các loài
Các loài thuộc chi Fulguropsis bao gồm:
- Fulguropsis feldmanni Petuch, 1991[2]